# 台湾LGBTプライド
台湾LGBTプライド（たいわんLGBTプライド、英:Taiwan LGBT Pride、繁体字: 臺灣同志遊行）は、台湾で2003年より各年開催されているLGBTプライドパレードである。台湾の首都台北市で10月の最終土曜日に開催される。5月に同性結婚が合法化された2019年10月のパレードには20万人が参加した。2003年の初回開催時は800人程度だったが、東アジアにおける最大のプライドイベントに発展している。
このパレードは台湾彩虹公民行動協会（TWRCAA）が主催する。パレードでは毎年独自のテーマが設定される。台湾では2019年に同性結婚が合法化されたが、それ以前からこのパレードでは合法化が訴えられており、テーマも数年にわたって同性結婚に関するものだった。主催者によると香港や日本、東南アジアからも支援者が集っている。COVID-19流行下にあった2021年のパレードは、開始以来初めてオンライン上で開催されたが、翌年には街頭でのパレードが復活した。